# 田代不二男
田代 不二男（たしろ ふじお、1910年6月2日 - 1992年8月29日）は、日本の社会学・社会福祉学者。

## 略歴
鹿児島県出身。東京帝国大学卒。厚生省児童局企画課で、1949年アメリカに学び、1951年の児童憲章制定に関わる。1961年「公的扶助の現状と問題点」で東北大学文学博士。1960年東北大学文学部助教授、1964年教授、1974年定年退官、名誉教授、東北福祉大学教授、1975年立正大学教授を務め、81年退職。

## 著書
- 『フラナガン神父の「少年の町」を見る』日本社会事業協会 1949
- 『社会福祉学概説』光生館 1955
- 『児童福祉概説』光生館 1956
- 『英国の救貧制度 成立と発展』有斐閣 1958
- 『公的扶助の研究 その現状と問題点』光生館 1961
- 『社会福祉』光生館 1966
- 『イギリス救貧制度の発達』光生館 1969
- 『社会福祉と・教育と・40年』相川書房 1990

### 共編著
- 『社会福祉と社会変動』編著 誠信書房 1971
- 『児童憲章 日本の子どもの権利宣言』神田修共編著 北樹出版 1980

### 翻訳
- マクマホン『一カトリック者の世界観』中央出版社 1954
- F.P.バイステック『ケースワークの原則 よりよき援助を与えるために』村越芳男共訳 誠信書房 1965
- M.E.リッチモンド 他『アメリカ社会福祉の発達』編訳 誠信書房 1974

### 追悼論集
- 『高齢者福祉の諸問題 田代不二男先生追悼論集』田代国次郎編著 相川書房 1994